# Microregiunea Rupea-Cohalm

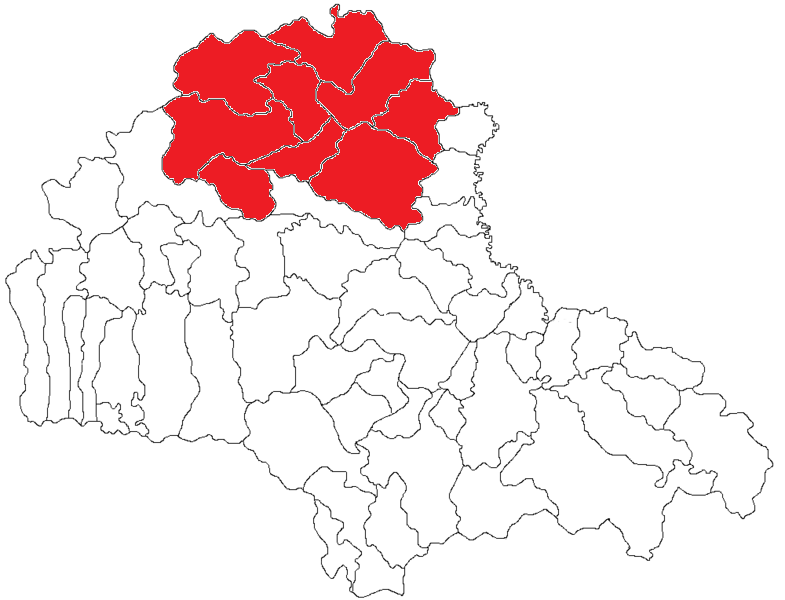
Situarea microregiunii Rupea-Cohalm în cadrul judeţului Braşov

Microregiunea Rupea-Cohalm este situată în nordul județului Brașov și cuprinde orașul Rupea și opt comune înconjurătoare: Bunești, Cața, Hoghiz, Homorod, Jibert, Racoș, Ticușu și Ungra.